# Carl Cain
Carl Cecil Cain (Freeport (Illinois), 2 augustus 1934 – 2 juni 2024) was een Amerikaans basketballer. Hij won met het Amerikaans basketbalteam de gouden medaille op de Olympische Zomerspelen 1956.

## Carrière
Cain speelde voor het team van de Universiteit van Iowa (Iowa Hawkeyes) van 1953 tot 1956. Tijdens de Olympische Spelen van 1956 speelde hij 2 wedstrijden, inclusief de finale tegen de Sovjet-Unie. Gedurende deze wedstrijden scoorde hij 3 punten. Hij werd dat jaar in de NBA draft gekozen in de zevende ronde als 49e door de Rochester Royals maar zou nooit profbasketbal spelen. Hij ging daarna in het leger waarna hij met rugklachten kampte waardoor hij geen profbasketbal meer kon spelen ondanks kansen vanuit de Rochester Royals. Hij was daarna aan het werk als arbeider en reklasseringagent.
Cain overleed op 2 juni 2024 op 89-jarige leeftijd.

## Erelijst
- Olympische Zomerspelen 1956
- Nummer 21 teruggetrokken door de Iowa Hawkeyes